# Portage Lakes Hockey Club

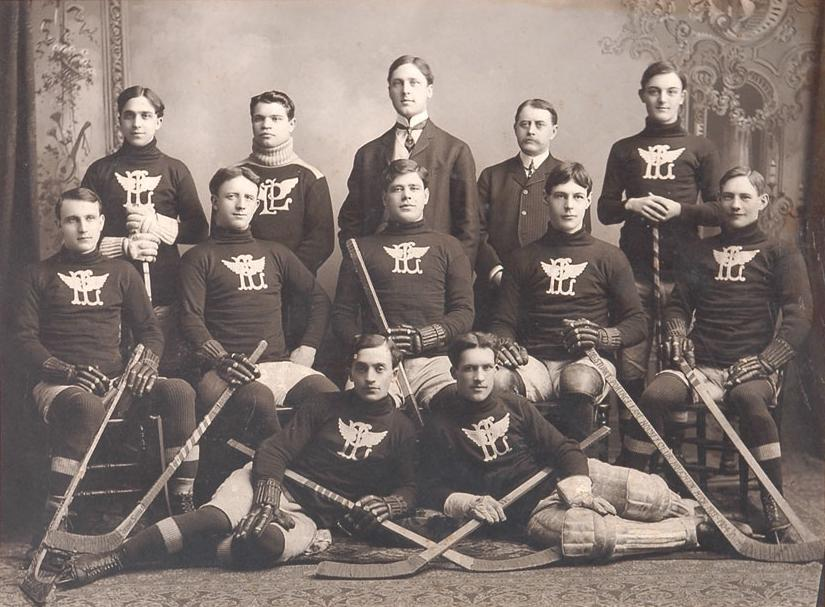
Portage Lakes Hockey Club säsongen 1903–04. Översta raden från vänster: N.F. Westcott, James Duggan, C.E. Webb, J.R. Dee och Joe Linder. Mellanraden: Bertram C. Morrison, W.C. Shields, Jack Gibson, Hod Stuart och Bruce Stuart. Främre raden: Ernest Westcott och Riley Hern.

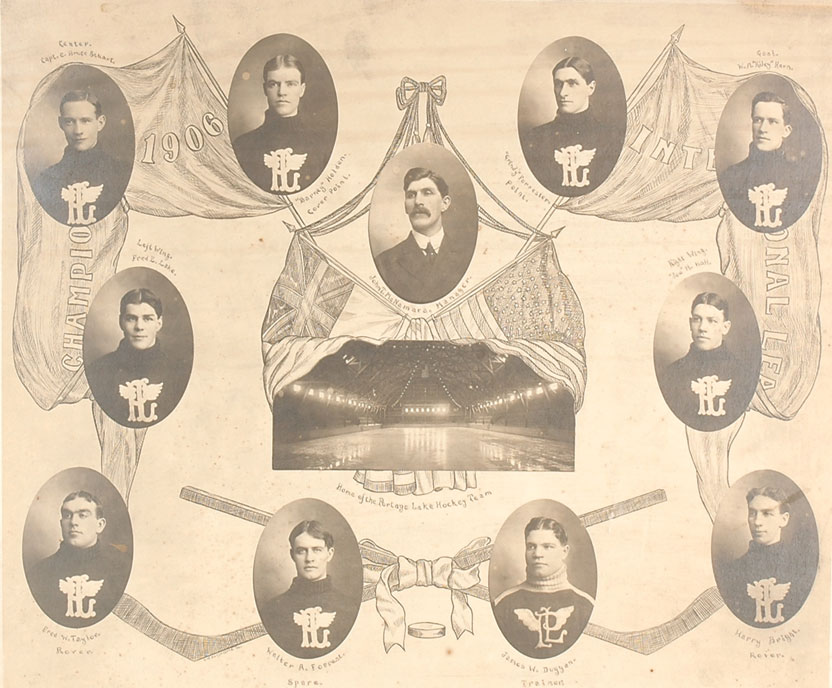
Mästarlaget i IPHL från säsongen 1905–06. Medurs från överst till vänster: Bruce Stuart, Barney Holden, John T. McNamara, Grindy Forrester, Riley Hern, Joe Hall, Harry Bright, James Duggan, Walter A. Forrest, Fred Taylor och Fred Lake.

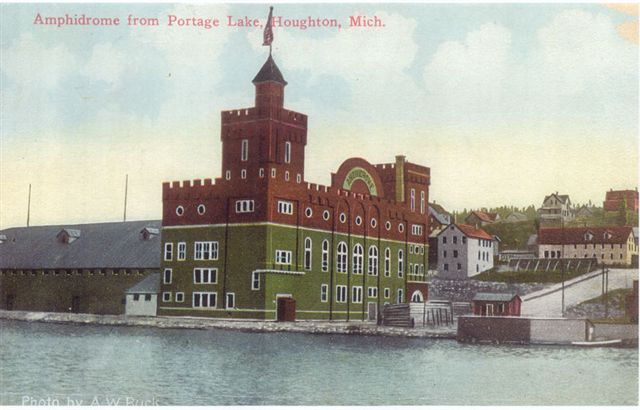
The Amphidrome i Houghton där Portage Lakes Hockey Club spelade sina hemmamatcher.

Portage Lakes Hockey Club, eller Houghton-Portage Lakes, var ett amerikanskt professionellt ishockeylag i Houghton, Michigan, verksamt i IPHL åren 1904–1907. 

## Historia
Portage Lakes Hockey Club grundades som ett amatörlag i början på 1900-talet i Houghton, Michigan. Första matchen på hemmaarenan The Amphidrome spelades 29 december 1902 då University of Toronto besegrades med 13-2. Åren 1902–1904 var laget byggt av och runt lagkaptenen Jack Gibson och spelade mot lag från bland annat Saint Paul, Minnesota, och St. Louis, Missouri. Laget utmanade och besegrade även Montreal Wanderers från Federal Amateur Hockey League, FAHL, över två matcher med siffrorna 8-4 och 9-2 inför 5000 åskådare i hemmaarenan The Amphidrome.

### International Professional Hockey League
Portage Lakes spelade i International Professional Hockey League, IPHL, tre säsonger åren 1904–1907. IPHL var den första helprofessionella ishockeyligan och innehöll fem lag; Portage Lakes Hockey Club, Calumet-Laurium Miners och Michigan Soo Indians från norra Michigan, Pittsburgh Professionals från Pennsylvania samt Canadian Soo från Sault Ste. Marie i Ontario.
Säsongen 1904–05 slutade Portage Lakes Hockey Club tvåa i IPHL, fem poäng bakom segrande Calumet-Laurium Miners. Säsongen 1905–06 vann Portage Lakes serien två poäng före Michigan Soo Indians från Sault Ste. Marie i Michigan. Säsongen därpå, 1906–07, försvarade Portage Lakes sin titel med 16 vinster på 24 matcher för totalt 32 poäng, trots att endast Calumet Wanderers på jumboplatsen hade sämre målskillnad än Portage Lakes.
Bland de spelare som representerade Portage Lakes Hockey Club före eller under åren i IPHL fanns berömdheter som Fred "Cyclone" Taylor, Joe Hall, Riley Hern samt bröderna Bruce och Hod Stuart, som alla är invalda i Hockey Hall of Fame.

## IPHL
M = Matcher, V = Vinster, F = Förluster, O = Oavgjorda, GM = Gjorda mål, IM = Insläppta mål, P = Poäng

### 1904–05
| Lag                      | M  | V  | F  | O | GM  | IM  | P  |
| ------------------------ | -- | -- | -- | - | --- | --- | -- |
| Calumet-Laurium Miners   | 24 | 18 | 5  | 1 | 131 | 75  | 37 |
| Houghton-Portage Lakes   | 24 | 15 | 7  | 2 | 98  | 81  | 32 |
| Michigan Soo Indians     | 24 | 10 | 13 | 1 | 81  | 79  | 21 |
| Pittsburgh Professionals | 24 | 8  | 15 | 1 | 82  | 114 | 17 |
| Canadian Soo             | 24 | 6  | 17 | 1 | 97  | 140 | 13 |

### 1905–06
| Lag                      | M  | V  | F  | O | GM  | IM  | P  |
| ------------------------ | -- | -- | -- | - | --- | --- | -- |
| Houghton-Portage Lakes   | 24 | 19 | 5  | 0 | 105 | 70  | 38 |
| Michigan Soo Indians     | 24 | 18 | 6  | 0 | 126 | 57  | 36 |
| Pittsburgh Professionals | 24 | 15 | 9  | 0 | 121 | 84  | 30 |
| Calumet Miners           | 24 | 7  | 17 | 0 | 48  | 108 | 14 |
| Canadian Soo             | 24 | 1  | 23 | 0 | 56  | 137 | 2  |

### 1906–07
| Lag                      | M  | V  | F  | O | GM  | IM  | P  |
| ------------------------ | -- | -- | -- | - | --- | --- | -- |
| Houghton-Portage Lakes   | 24 | 16 | 8  | 0 | 102 | 102 | 32 |
| Canadian Soo             | 24 | 13 | 11 | 0 | 124 | 123 | 26 |
| Pittsburgh Professionals | 25 | 12 | 12 | 1 | 94  | 82  | 25 |
| Michigan Soo Indians     | 24 | 11 | 13 | 0 | 103 | 88  | 22 |
| Calumet Wanderers        | 25 | 8  | 26 | 1 | 96  | 124 | 17 |

Tabeller från hockeyleaguehistory.com

## Spelare

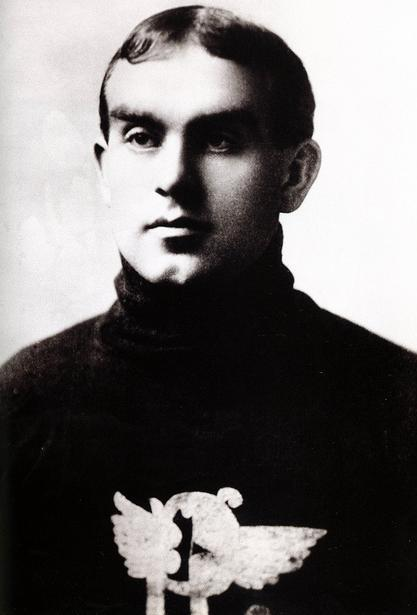
Fred "Cyclone" Taylor med Portage Lakes Hockey Club.

### 1902–1907
| Namn                          | Födelsedatum & Ort                        | Position              | Säsonger            |
| ----------------------------- | ----------------------------------------- | --------------------- | ------------------- |
| Jack "Doc" Gibson             | 10 september 1880, Berlin, Ontario        | Back                  | 1902–1905 & 1906–07 |
| C. Ernest "Ernie" Westcott    |                                           | Högerforward          | 1902–1905           |
| Andy Haller                   | Hancock, Michigan                         | Back                  | 1902–03 & 1904–05   |
| Joseph "Chief" Jones          | 1880, Renfrew, Ontario                    | Målvakt               | 1902–03             |
| Herman E. "Dutch" Meinke      | Berlin, Ontario                           | Center                | 1902–03             |
| Joseph H. "Joe" Stephens      | 13 maj 1881, Seaforth, Ontario            | Rover                 | 1902–03             |
| Jack C. Baker                 |                                           | Back                  | 1902–03             |
| Bobby Rowe                    | 19 augusti 1885, Heathcote, Ontario       | Vänsterforward        | 1902–03             |
| Fred Lake                     | 13 februari 1883, Moosomin, Saskatchewan  | Vänsterforward & Back | 1902–03 & 1904–1907 |
| Riley Hern                    | 5 december 1880, St. Marys, Ontario       | Målvakt               | 1903–1907           |
| Bruce Stuart                  | 30 november 1881, Ottawa, Ontario         | Center & Rover        | 1903–1907           |
| Bert Morrison                 | 10 januari 1880, Toronto, Ontario         | Rover                 | 1903–1905           |
| William "Cooney" Shields      | Guelph, Ontario                           | Högerforward          | 1903–1905           |
| Joe Linder                    | 12 augusti 1886, Hancock, Michigan        | Back                  | 1903–04             |
| Hod Stuart                    | 20 februari 1879, Ottawa, Ontario         | Back                  | 1903–04             |
| N. Fred Westcott              |                                           |                       | 1903–04             |
| Henry "Harry" Bright          | 6 oktober 1881, Montreal, Quebec          | Högerforward          | 1904–1907           |
| Bernard "Barney" Holden       | 21 mars 1881, Winnipeg, Manitoba          | Back                  | 1904–1907           |
| Charles Liffiton              | 14 december 1878, Montreal, Quebec        | Högerforward          | 1904–05             |
| Lorne Campbell                | 8 oktober 1879, Ottawa, Ontario           | Center                | 1904–05             |
| Joe McMaster                  | 16 augusti 1881, Winnipeg, Manitoba       |                       | 1904–05             |
| Joseph "Grindy" Forrester     | 11 juli 1876, Barrie, Ontario             | Back                  | 1905–1907           |
| Fred "Cyclone" Taylor         | 23 juni 1884, Tara, Ontario               | Back                  | 1905–1907           |
| Joe Hall                      | 3 maj 1881, Staffordshire, Storbritannien | Back & Forward        | 1905–06             |
| Walter A. Forrest             | 6 april 1880, Waterloo, Ontario           | Back                  | 1905–06             |
| John "Goldie" Cochrane        | 27 september 1881, Galt, Ontario          | Rover                 | 1906–07             |
| Dick Wilson                   | 4 juni 1883, Kingston, Ontario            | Rover                 | 1906–07             |
| Clifford "Dick" Hudson        | 25 september 1885, Brockville, Ontario    | Back                  | 1906–07             |
| Con Corbeau                   | 8 maj 1885, Penetanguishene, Ontario      | Back                  | 1906–07             |
| Harold G. "Harry" Brown       | 6 mars 1879, Belleville, Ontario          | Back                  | 1906–07             |
| Theophile "Tuff" Bellefeuille | 23 augusti 1880, Petawawa, Ontario        | Back                  | 1906–07             |

Källor: Society for International Hockey Research, cchockeyhistory.org samt The Origins and Development of the International Hockey League and its effect on the Sport of Professional Ice Hockey in North America av Daniel S. Mason.